# ورونیکا لاریو
ورونیکا لاریو (ایتالیایی: Veronica Lario؛ زادهٔ ۱۹ ژوئیهٔ ۱۹۵۶) یک هنرپیشه اهل ایتالیا است. وی از سال ۱۹۷۹ میلادی تاکنون مشغول فعالیت بوده‌است.